# Vanderhorstia flavilineata
Vanderhorstia flavilineata és una espècie de peix de la família dels gòbids i de l'ordre dels perciformes.

## Morfologia
- Les femelles poden assolir 2,72 cm de longitud total.[4]

## Hàbitat
És un peix marí, de clima tropical i demersal que viu entre 15-30 m de fondària.

## Distribució geogràfica
Es troba a Papua Nova Guinea.

## Observacions
És inofensiu per als humans.